# KI.LAM-Fest

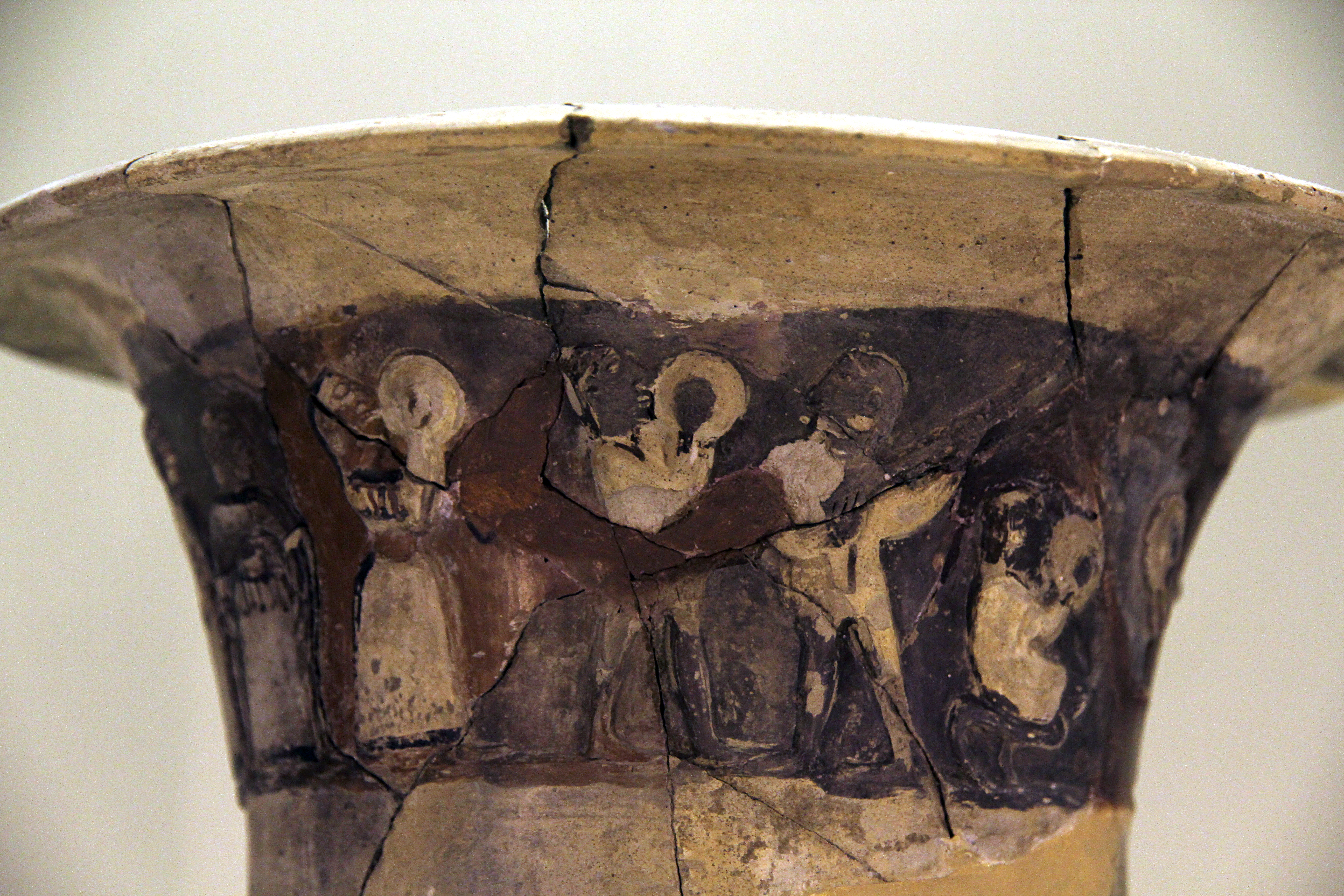
Tänzer und Musikanten auf einer Vase aus Hüseyindede. Ganz links eine Tänzerin, danach ein Mann und eine Frau mit Zimbeln, ein Lautenspieler und ganz rechts zwei Tänzer mit Zimbeln in den Händen

Das KI.LAM-Fest oder „Fest des Torbaus“ war eine hethitisches Fest, das in der Hauptstadt Ḫattuša gefeiert wurde. Es dauerte drei Tage, während derer das Königspaar die Torbauten verschiedener öffentlicher Gebäude besuchte, um dort zu opfern. Es gibt zudem Hinweise, dass das Fest auch in anderen Städten gefeiert wurde.
Die sumerographische Schreibung KI.LAM steht für das hethitische Wort ḫilammar „Torbau, Torhaus“.

## Ablauf

### Erster Tag

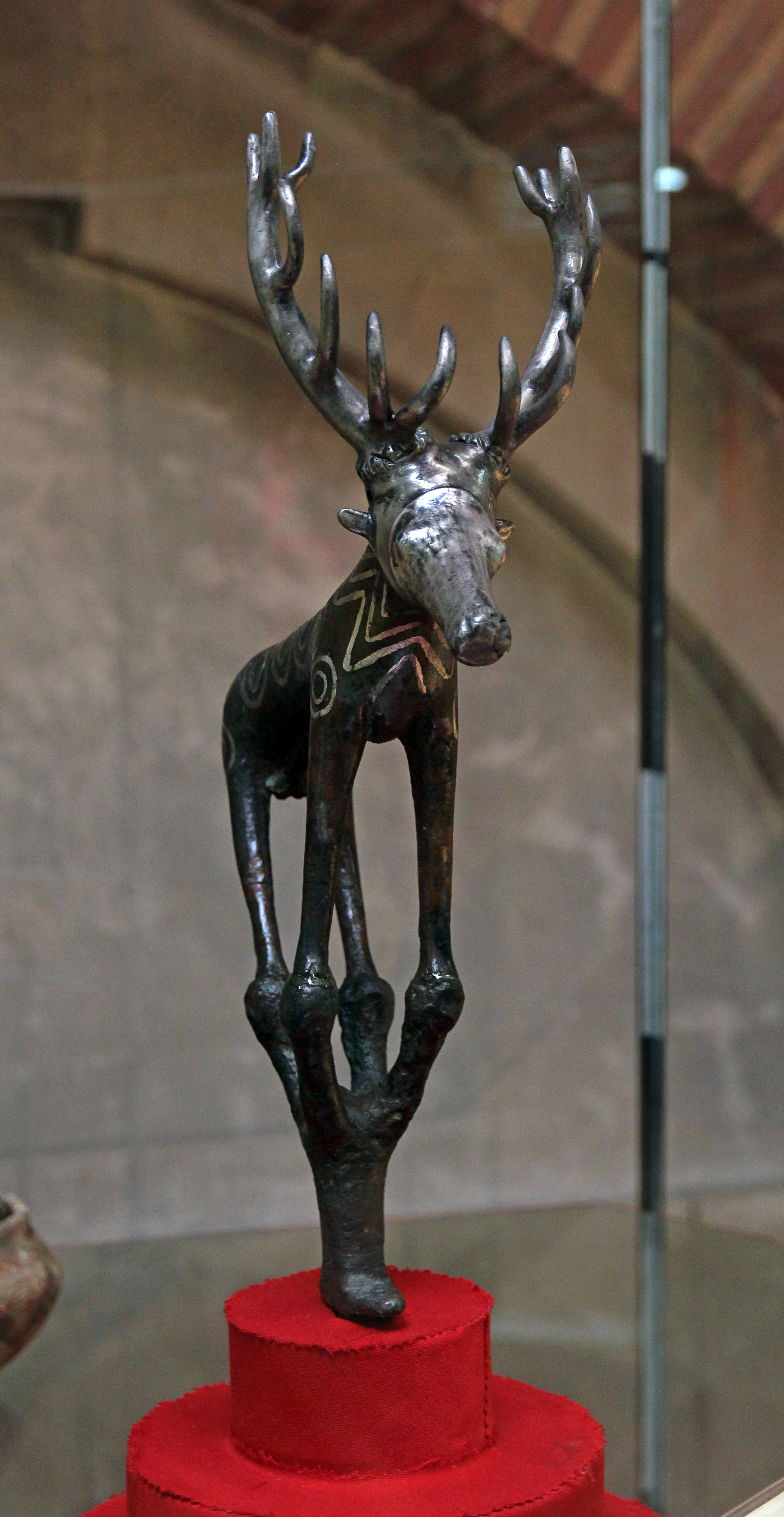
Hirschstandarte aus Alaca Höyük. Dieser Art dürften auch die Tierstandarten des KI.LAM-Festes gewesen sein.

Vor dem Fest kleidet sich der König im Palast. Er trägt ein weißes assyrisches Gewand, ein raues Obergewand und einen Hirtenmantel und schwarze Schuhe sowie goldene Ohrringe. Der König verlässt den Palast und die Zeremonie wird von tanzenden Leopardenmännern eröffnet. Im Torbau des Palastes stehen die Prozessionswagen bereit, die Stirnen der Zugrinder sind mit goldenen Mondsicheln geschmückt und ihre Hörner goldbeschlagen. Der König betrachtet die Prozession sitzend und eine eiserne Lanze in der Hand haltend. Dann kommen Tänzer, ein nackter Tänzer wendet sich einmal dem König zu. Diesen folgen zwei Priester der Stadtgöttin Inar und ein hymnensingender Knabe sowie ein Ausrufer. Dahinter fährt ein Wagen mit Statuetten von Berggöttern und ihren Lanzen sowie zwanzig kupfernen kurša-Jagdtaschen. Den Hauptteil des Zuges bilden die „Tiere der Götter“, wertvolle, im Tempel der Inar aufbewahrte Tierstatuetten: ein Leopard und Wolf, beide aus Silber, ein goldener Löwe, ein Eber aus Silber und einer aus Lapislazuli, schließlich ein silberner Bär. Ihnen folgen Hundemänner und danach Männer der Stadt Anunuwa, die hattische Lieder singen, dabei ihre Lanzen aneinanderschlagend; dann vier auf Karren gezogene Hirschstandarten aus Gold und Silber, eine davon ohne Geweih. Den Abschluss bilden die „Tausend Männer der Steppe“, die elfenbeinerne Vögel emporhalten.
Nach dem Ende der Prozession tauscht der König seine eiserne Lanze durch eine eiserne Axt mit dem Bild des Wettergottes aus und besteigt eine Kutsche, die Königin eine andere. Beide werden zum Tempel der Korngöttin Ḫalki gefahren. Dort begutachtet der König die für das Fest bestimmten Abgaben. Am Torbau des Tempels zunächst stehen die Abgaben der Stadt Ankuwa, dann die von Nenašša und Tuwanuwa. Am „Platz des hochgewachsenen Weißdorns“ stehen die Abgaben von Ḫupišna. Dann besucht der König das ḫaniya-Stadttor, wo weitere Abgaben stehen. Beim ašuša-Stadttor startet bei Ankunft des Königspaares ein Wettrennen und die Priester der heiligen Städte Arinna und Zippalanda verneigen sich vor dem König. Die Prozession verlässt hier die Stadt und begibt sich zum Platz der ḫuwaši-Stele. Dort werden Brot, Mehl und Wein geopfert, begleitet von einem singenden Knaben.
In einem großen Trinkzeremoniell werden in mehreren Runden verschiedenen hattischen Gottheiten Opfer dargebracht, darunter dem Wettergott Taru, Inar, Ḫapantali, Kattaḫḫi und Telipinu. Zum Abschluss erhält der Gewinner des Wettlaufes vom König den Siegespreis. Dann zieht die Tierprozession vom Tempel der Inar vorbei und dem Leoparden und dem Eber werden je eine Schale Wein geopfert. Sobald die kurša-Jagdtaschen erscheinen, treten die Hundemänner vor den König und verlangen von ihm ein Geschenk. Somit endet der erste Tag des Festes.

### Zweiter Tag
Am anderen Tag trinkt das Königspaar der Reihe nach für verschiedenen Gottheiten, mal stehend, mal sitzend. Je nach Gottheit, in der Regel hattischen Ursprungs, wird die Leier oder die Flöte gespielt, mal wird auch gesungen oder getanzt, manchmal werden noch weitere Opfer gespendet, wie Brot, Opferkuchen, Gerstenbrei, Bier oder ein Rebhuhn. Zudem erscheinen Leute aus verschiedenen Städten, wie Kaniš oder Tawiniya. Bemerkenswert sind Wolfmänner aus Ankuwa, wenn für Kattaḫḫa geopfert wird.

### Dritter Tag

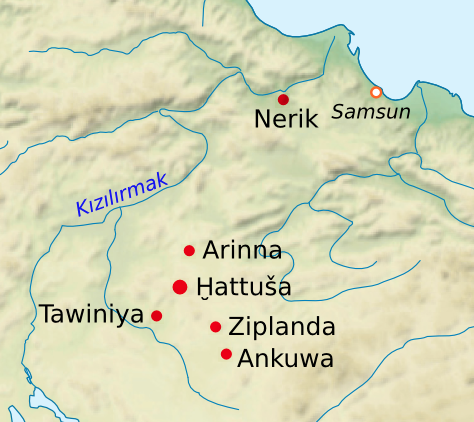
Lage hethitischer Kultorte. Zu beachten ist, dass nur die Lage von Ḫattuša gesichert ist.

Am dritten Tag verlässt das Königspaar den Palast und setzt sich auf den Thron bei den Opfertischen. Es folgt ein kompliziertes Ritual mit einer goldenen Lanze und dem silbernen zau-Kultobjekt, das sonst nur im Kult der heiligen Stadt Zippalanda Verwendung findet. Dazu gehören auch rituelles Händewaschen des Königspaares und das Brotbrechen für die Lanze der Inar.
Nun beginnt die „Große Versammlung“. Zuerst setzen sich die Prinzen gegenüber dem König hin. Dann die „reinen Priester“ von Arinna und Zippalanda. Anderes Kultpersonal setzt sich vor der Korngöttin Ḫalki nieder. Dann wird der Reihe nach für mehrere Gottheiten getrunken. Es werden verschiedenste Brotarten gebrochen und das Orakel verkündet Regen. Das Königspaar verneigt sich vor der Sonnengöttin von Arinna und deren Tochter Mezulla. Später wird ein Rauchopfer dargebracht. Nach einem Wettrennen, an dem zehn Männer teilnehmen, werden weiterhin Brote gebrochen und für Gottheiten getrunken. Dabei wird unter anderem in ein Rinderkopfgefäß libiert und schließlich den Göttinnen Inar und Ḫapantali geopfert.
Es folgt eine Prozession, offensichtlich in derselben Anordnung wie am ersten Tag. Dabei erhalten die Hundemänner vom König das verlangte Geschenk. Dieser folgen weitere Trink- und Brotopfer. Das Königspaar begibt sich darauf in den Tempel der Sonnengöttin von Arinna, wo sich das Königspaar auf den Thron setzt. Die goldene Lanze, der Krummstab und ein Tuch werden herbeigetragen und schließlich das zau-Kultobjekt. Es folgt ein kompliziertes Ritual, bei dem sich König und Königin rituell die Hände waschen. Weiterhin werden verschiedene Gottheiten mit Trink- und Brotopfer geehrt. Schließlich wird die „Große Versammlung“ aufgelöst und die Kultobjekte, wie die Throne, weggetragen.
Im Freien wird ein Regenzauber durchgeführt. Drei nackte Männer sitzen in einem mit Wasser gefüllten Bottich. Der Priester und die Kultwärterin der Gottheit Titiutti sowie die Oberin der Prostituierten laufen dreimal um den Bottich herum, wobei der Priester dreimal Bier über den Rücken der nackten Männer gießt. Diese stehen auf und blasen dreimal in ein Horn, um Donner zu imitieren und entfernen sich darauf.
Der König begibt sich zur Stele des Wettergottes, verneigt sich und opfert. Darauf werden dem Königspaar und den Prinzen Blumenkränze umgehängt. Mit einer Kutsche fährt der König zu den „Steinen“, wo die Sphingen zum König hin gedreht werden. Dieser besucht nun in der Stadt verschiedene Gebäude, wo er opfert, darunter auch im Totentempel. Danach fährt das Königspaar zum Palast hinauf, wo weiterhin geopfert wird.
Die Feierlichkeiten verlagern sich nach Arinna, wo im Tempel der Sonnengöttin die „Große Versammlung“ zusammenkommt und ein minutiös beschriebenes kompliziertes Ritual mit Opferhandlungen durchgeführt wird. Das KI.LAM-Fest wurde offenbar in Zippalanda beendet, wo Rinder und Schweine geopfert wurden. Die Opfertiere werden dann an verschiedene Teilnehmer verteilt. Der Kämmerer erhält einen Stierpenis und ein Schwein, der Beschwörungspriester einen Stierhoden und ein Schwein, die Mundschenke der Gottheit erhalten die Schweineköpfe. Zurück in Ḫattuša werden zugleich im Palast und im Tempel des Wettergottes Opfer dargebracht.

## Deutungen
Das KI.LAM-Fest ist offensichtlich hattischen Ursprungs, wie die vielen hattischen Gottheiten, die auf hattisch gesungenen Hymnen und die hattischen Spezialausdrücke und Ausrufe wie aḫa! oder kaš! zeigen. Die ältesten Aufzeichnungen stammen aus der althethitischen Zeit, später kamen auch einige wenige hurritische Elemente hinzu. Das Fest ist als Fruchtbarkeitsfest zu deuten. Dies wird deutlich an der wichtigen Rolle, die der Tempel der Korngöttin Ḫalki einnahm. Die „Tiere der Götter“ sowie Leoparden- und Hundemänner sollen zudem erfolgreiche Jagd versprechen. Auch die Lanze ist ein Symbol der Jagd. Dagegen war die Axt ein Symbol des Wettergottes, von dem man sich den nötigen Regen für die Felder erhoffte, wie auch der Regenzauber. Das Brotbrechen und Trinken einer Gottheit waren typische hethitische Opferhandlungen.

## Moderne Rezeption
Der „Roman aus dem Land der Hethiter“ Der Sieger von Kadesch von Birgit Brandau spielt in Ḫattuša im Jahr 1265 v. Chr., dem ersten Regierungsjahr von Ḫattušili III. Vor dem Hintergrund des Festes, zu dem unter anderem Abgesandte aus Babylon, Assyrien und Ägypten erscheinen, werden durch den Schreiber Walwaziti drei Todesfälle aufgeklärt.